# État souverain de Bolívar
Pour les articles homonymes, voir Bolívar.
1857–1886
Entités précédentes :
- Province de Carthagène
Province de Mompóx

Entités suivantes :
- Bolívar
Sucre
Córdoba
Atlántico
San Andrés y Providencia

L'État souverain de Bolívar, créé sous le nom d'État fédéral de Bolívar, est une division administrative et territoriale de la Confédération grenadine puis des États-Unis de Colombie créée par le Congrès via la loi du 11 juin 1857.

## Géographie

### Géographie physique
Aujourd'hui, la région de l'ancien État constitue les départements de Bolívar, Sucre, Córdoba et Atlántico, dans le nord de la Colombie, et San Andrés y Providencia dans la mer des Caraïbes.

### Limites
En 1863, l'État est délimité par : 
- l'État souverain d'Antioquia au sud ;
- l'État souverain de Cauca à l'ouest ;
- l'État souverain de Magdalena et l'État souverain de Santander à l'est ;
- l'Océan Atlantique au nord.

### Organisation territoriale

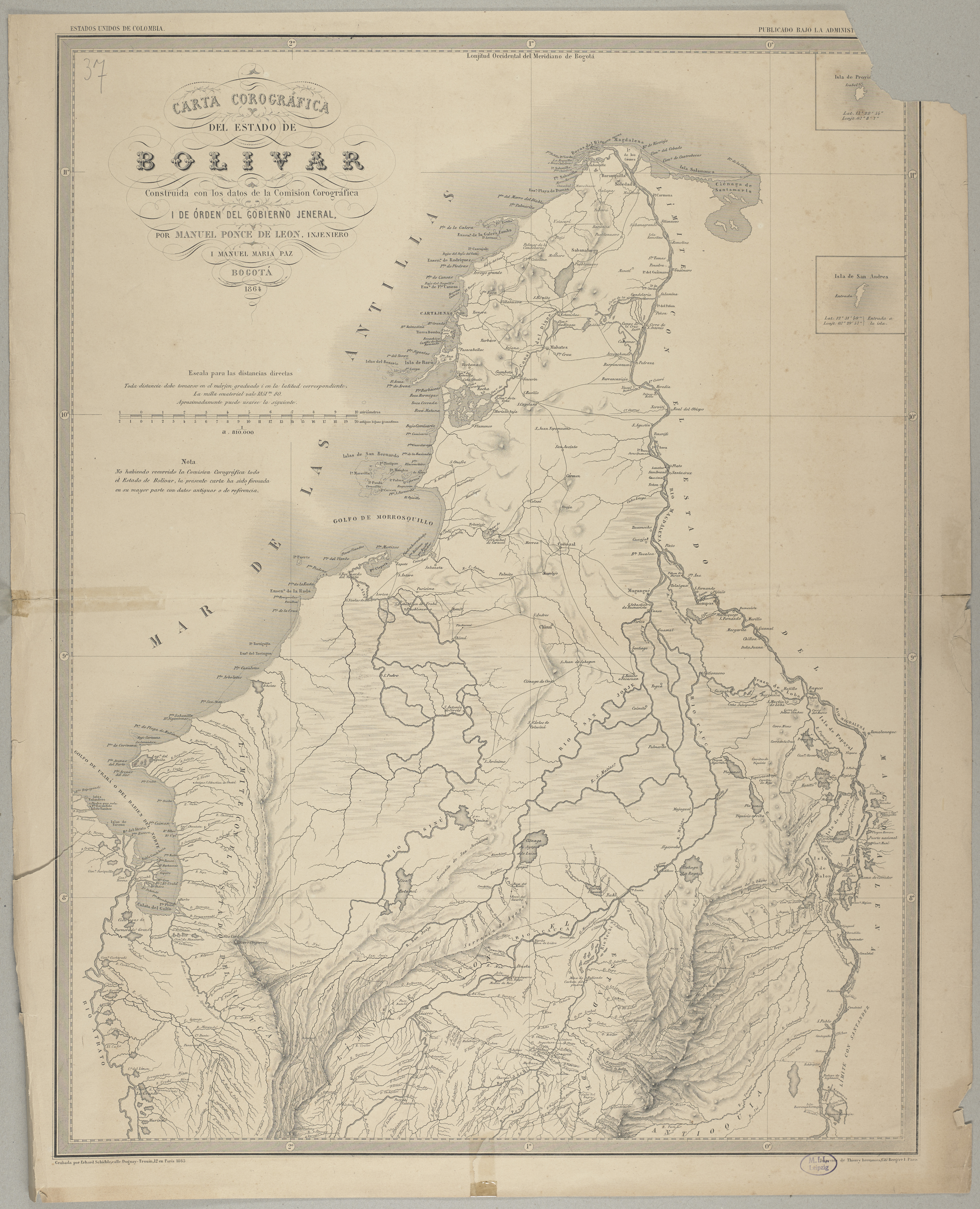
Carte de l'État souverain de Bolívar.

L'État de Bolívar est divisé en dix provinces, divisées en districts : 
- Province de Barranquilla (Barranquilla)
- Province d'El Carmen (El Carmen)
- Province de Carthagène (Carthagène des Indes)
- Province de Corozal (Corozal)
- Province de Chinú (Chinú)
- Province de Lorica (Lorica)
- Province de Magangué (Magangué)
- Province de Mompox (Santa Cruz de Mompox)
- Province de Sabanalarga (Sabanalarga)
- Province de Sincelejo (Sincelejo)

La capitale de l'État est Carthagène des Indes.

## Démographie
Au recensement de 1870, l'État de Bolívar compte 241 704 habitants dont 116 215 hommes et 125 489 femmes.